# Deutsches Technikmuseum Berlin

Il Deutsches Technikmuseum Berlin, fondato nel 1982, è il museo della scienza e della tecnica di Berlino.

## Descrizione

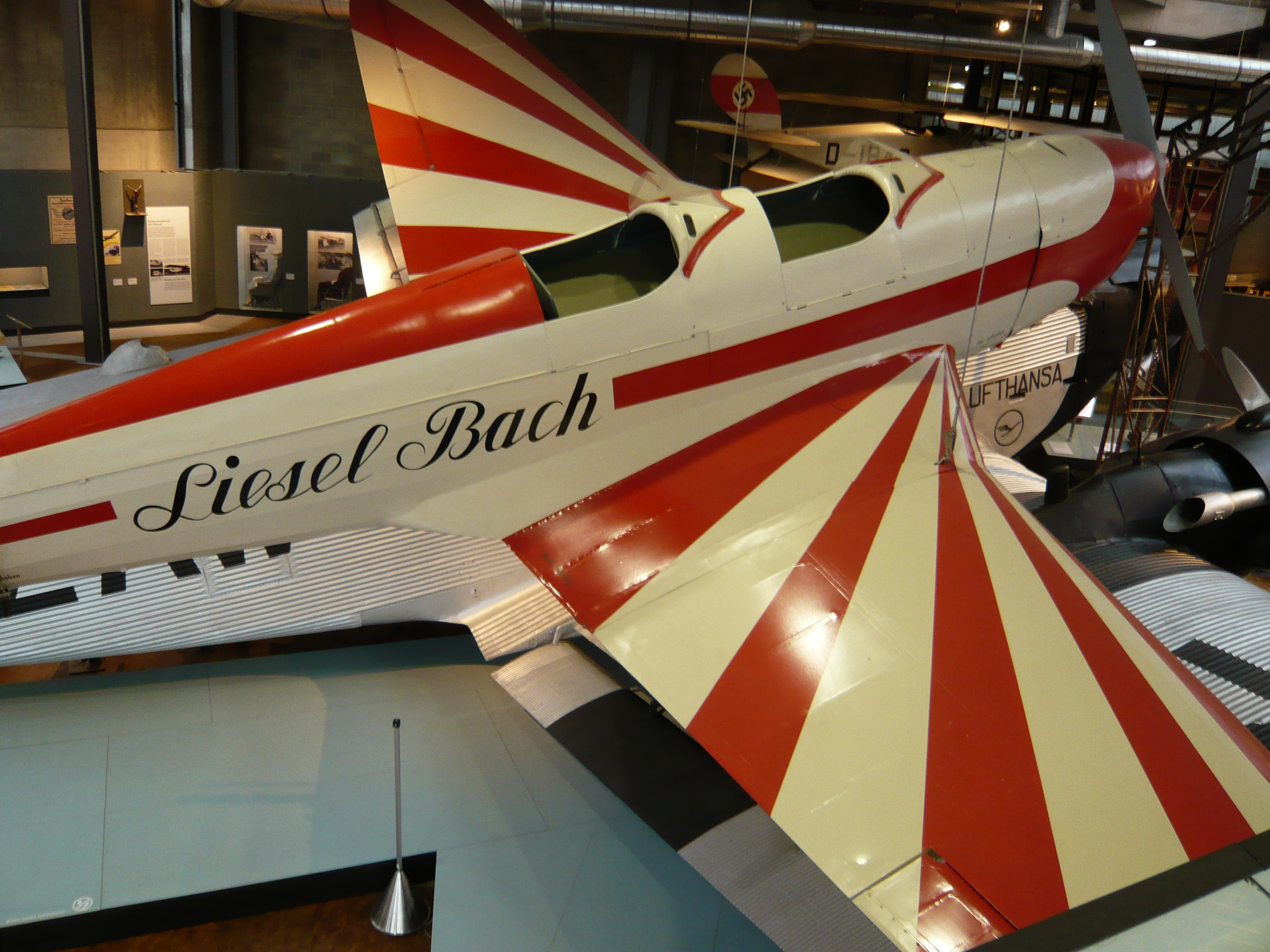
Un Klemm Kl 35 col nome della pilota Liesel Bach conservato nel museo.

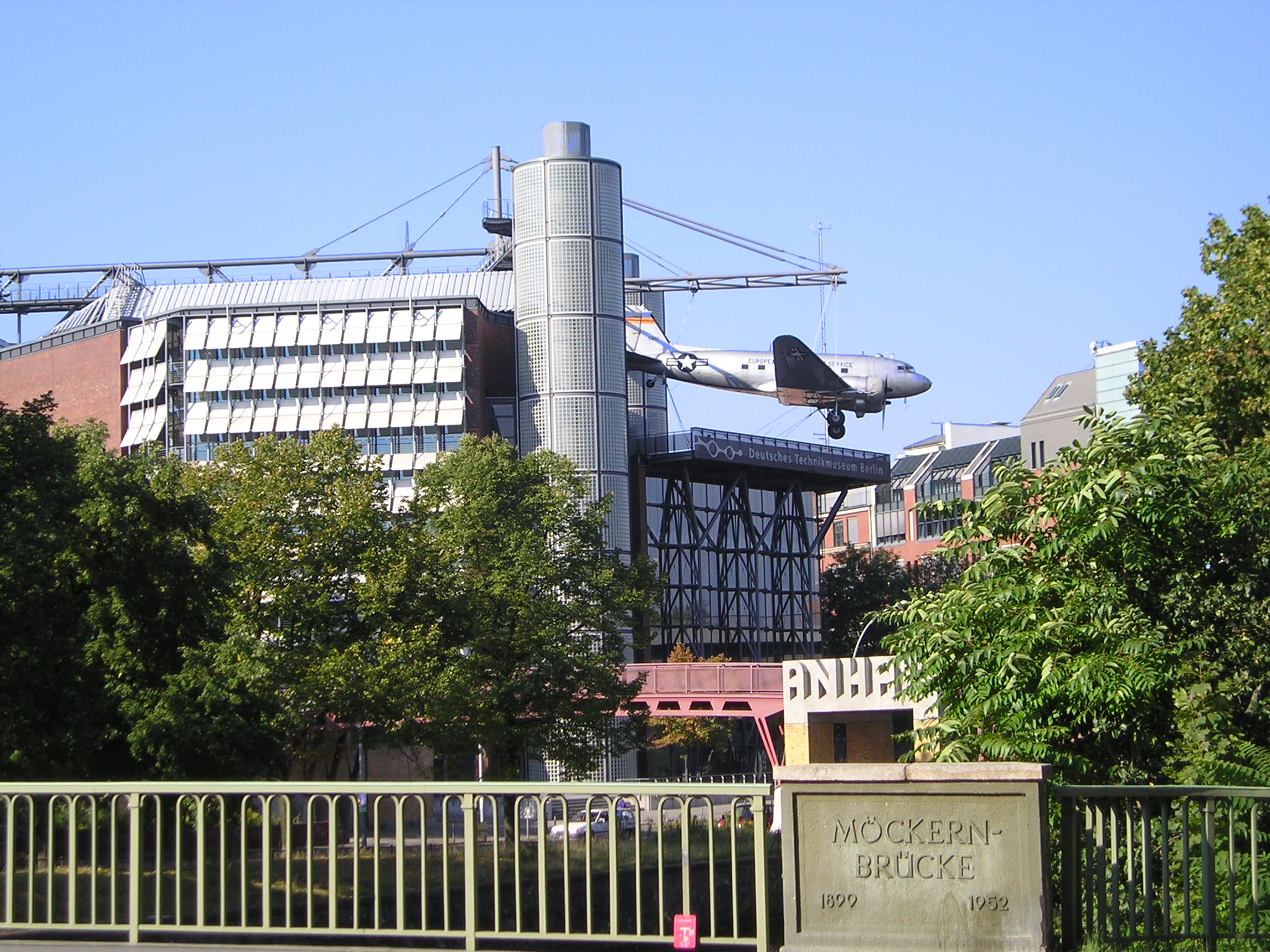
Deutsches Technikmuseum Berlin

Si trova nel quartiere Kreuzberg ed è molto esteso, occupando buona parte del parco binari della stazione Anhalter Bahnhof. 
La parte principale si sviluppa su più edifici, ed è una raccolta di oggetti relativi alla tecnica ed in particolare ai trasporti del passato. 
Accanto al museo vero e proprio, in un edificio minore un po' appartato si trova Spectrum, la parte più interessante in cui sono raccolti tutti gli esperimenti, ben 250, in particolare di fisica, aerodinamica, elettronica, magnetismo, ottica ed acustica.